# Diocesi di Rodosto
La diocesi di Rodosto (in latino Dioecesis Rhædestena) è una sede soppressa del patriarcato di Costantinopoli e sede titolare della Chiesa cattolica.

## Storia
Rodosto, corrispondente alla città di Tekirdağ nell'odierna Turchia, è un'antica sede vescovile della provincia romana di Europa nella diocesi civile di Tracia. Faceva parte del patriarcato di Costantinopoli ed era suffraganea dell'arcidiocesi di Eraclea.
Pochi sono i vescovi documentati di questa antica diocesi. Giovanni assistette al secondo concilio di Nicea nel 787. Nicola partecipò al Concilio di Costantinopoli dell'879-880 che riabilitò il patriarca Fozio di Costantinopoli. I vescovi Teodoro, Foto e Michele sono noti grazie ai loro sigilli vescovili. Agli inizi del XIII secolo il vescovo greco Giovanni mantenne buoni rapporti con i crociati e la Chiesa cattolica; fu destinatario di una lettera di papa Innocenzo III nel 1212 e una di Michele Coniata poco prima del 1216: a lui si deve probabilmente il restauro di una chiesa nel 1232 con denaro preso in prestito dai Veneziani.
Dal XIII secolo Rodosto è annoverata tra le sedi vescovili titolari della Chiesa cattolica; la sede è vacante dal 28 aprile 1966.

## Cronotassi

### Vescovi greci
- Giovanni † (menzionato nel 787)
- Nicola † (menzionato nell'879)
- Teodoro † (metà dell'XI secolo)
- Foto (Poto) † (seconda metà dell'XI secolo)[1]
- Michele † (seconda metà del XII secolo)[2]
- Giovanni † (prima del 1212 - dopo il 1232 ?)

### Vescovi titolari
- Enrico Jonghen † (1298 - 1312 deceduto)
- Andrea, O.Carm. † (21 gennaio 1348 - 19 gennaio 1349 nominato arcivescovo di Nasso e Paro)
- Giovanni † (menzionato nel 1480)
- Emmet Michael Walsh † (8 settembre 1949 - 16 novembre 1952 succeduto vescovo di Youngstown)
- Manuel Alfonso de Carvalho † (10 febbraio 1953 - 17 giugno 1957 succeduto vescovo di Angra)
- Wilson Laus Schmidt † (5 settembre 1957 - 18 maggio 1962 nominato vescovo di Chapecó)
- Carlos Horacio Ponce de Léon † (9 giugno 1962 - 28 aprile 1966 nominato vescovo di San Nicolás de los Arroyos)